# Disparomitus citernii
Disparomitus citernii is een insect uit de familie van de vlinderhaften (Ascalaphidae), die tot de orde netvleugeligen (Neuroptera) behoort. 
Disparomitus citernii is voor het eerst wetenschappelijk beschreven door Navás in 1915.